# Proterops proteroptoides
Proterops proteroptoides är en stekelart som först beskrevs av Henry Lorenz Viereck 1905.  Proterops proteroptoides ingår i släktet Proterops och familjen bracksteklar. Inga underarter finns listade i Catalogue of Life.